# Origine (film d'animation)
 (septembre 2010).
Si vous disposez d'ouvrages ou d'articles de référence ou si vous connaissez des sites web de qualité traitant du thème abordé ici, merci de compléter l'article en donnant les références utiles à sa vérifiabilité et en les liant à la section « Notes et références ».
Pour les articles homonymes, voir Origine.
Origine (銀色の髪のアギト, Gin-iro no kami no Agito, littéralement « Agito aux cheveux d’argent ») est un film d'animation japonais réalisé par Keiichi Sugiyama, sorti en 2006 aux Toho Cinemas et dans une centaine d'autres cinémas du pays, il a rapporté environ 400 millions de yens. C'est le premier grands projet du directeur Sugiyama, et à ce jour, le seul. Le film n'a pas connu beaucoup de popularité, mais n'a pas fait perdre beaucoup d'argent par son coût moindre de production.
Origine est tiré d'une histoire de Umanosuke Iida, né en 1961 et connu pour sa participation au design de classique de Hayao Miyazaki tels que Nausicaä de la Vallée du Vent et Le Château dans le ciel. Ce premier long métrage de GONZO a mobilisé une équipe de 600 personnes, qui ont dû travailler pendant cinq années pour que le projet voit sortir sur les écrans.
Il est le premier film animé japonais à avoir été distribué en Chine.
Le film est sorti en France en DVD un an plus tard, le 28 juin 2006, doublé en français.

## Synopsis
300 ans après notre ère, la Terre vit meurtrie des blessures causées par l'inconscience de l'homme. Le Japon est une dystopie, où la Forêt, constitué d'arbres, dirigé par les Druids, règnent et contrôlent l'approvisionnement d'eau pour les humains et les arbres. Agito, le personnage principal, fils de Agashi et ses amis, vivent à la Cité Neutre, une ville située à la lisière de la Forêt et constituée de gratte-ciel en ruine. Dans ce nouveau monde coexistent deux cités : Ragna, qui œuvre pour le retour de la civilisation et la Cité Neutre qui prône l'harmonie avec la forêt. Ragna est militarisé et cherche à détruire la Forêt pour restaurer un contrôle des hommes de la Terre.
Un jour, en jouant avec son ami Cain, Agito ressuscite accidentellement Toula, une jeune fille endormie depuis l'arrivée des plantes sur Terre, et l'emmène à la Cité Neutre. Toula possède un Raban, un appareil électronique multifonction. La Forêt  redoute que cet appareil permette à Shunack, un soldat de Ragna réveillé après des siècles tout comme Toula, de localiser et activer E.S.T.O.C., une arme conçue pour éradiquer les arbres génétiquement modifiés. Pour l’en empêcher, la Forêt envoie un monstre végétal, mais Shunack, désormais renforcé grâce aux pouvoirs des arbres, le détruit. Convaincue que seul E.S.T.O.C. peut sauver la Terre, Toula décide de suivre Shunack, malgré l’opposition d’Agito.
Alors, Agito se tourne vers son père Agashi, le fondateur de la Ville Neutre, en train de se transformer en arbre à cause d’une utilisation excessive de ses pouvoirs. Avant de perdre son humanité, Agashi exhorte son fils à protéger la Forêt, car sa destruction mènerait à celle de l’humanité. Agito accepte et se soumet à l’amélioration génétique, ce qui change son apparence et accroît sa force.
Il retrouve Shunack et Toula près de l’arme géante E.S.T.O.C., camouflée dans un volcan. Un message holographique du Dr Sakul, père de Toula, révèle l’origine des expériences génétiques ayant causé le désastre écologique. Shunack, ancien chercheur impliqué, veut activer l’arme pour corriger ses erreurs. Tandis que l’armée Ragna tente d’arrêter E.S.T.O.C., Agito affronte Shunack, fusionne avec lui en se transformant en arbre, et permet à Toola de désactiver l’arme, provoquant son autodestruction.
Sur un autre plan de conscience, la Forêt révèle à Agito que le lien entre humains et arbres est réciproque : si les humains deviennent arbres, les arbres peuvent aussi donner naissance à des humains. Apaisé, Shunack renonce au conflit. Reconnaissant le rôle d’Agito comme pont entre les deux mondes, la Forêt lui rend son corps. Agito et Toula fuient la destruction de l’arme, et Toula jette son Raban, choisissant de vivre en harmonie avec la nature. Grâce à Agito, tout est bien qui fini bien : une nouvelle paix s’instaure entre les hommes et la Forêt.

## Fiche technique
- Titre original : 銀色の髪のアギト (Gin-iro no kami no Agito)
- Titre français : Origine
- Réalisation : Keiichi Sugiyama
- Scénario : Naoko Kakimoto et Nana Shiina adapté d’après une histoire de Umanosuke Iida
- Musique : Taku Iwasaki, KOKIA
- Montage : Aya Hida
- Producteurs : Maki Horiuchi, Koji Kajita, Takatoshi Kobayashi, Tsutomu Yanagimura, Noboru Sugiyama, Yasuaki Kurata
- Producteurs exécutifs : Hiroyuki Inada, Shinichiro Ishikawa, Ichiro Seki, Hiroaki Kitano, Keiji Kameyama, Yuji Shimamoto
- Pays d’origine :  Japon
- Langue : japonais
- Durée : 95 minutes
- Dates de sortie :
  -  Japon : 7 janvier 2006
  -  France : 28 juin 2006
  -  Chine: 22 décembre 2006
  -  Taïwan : 16 novembre 2006
  -  États-Unis: septembre 2006 au festival Fantastic Fest en Texas, Austin[6].
  -  Italie: janvier 2007, première au Future Film Festival[7]
  -  Colombie : 30 mars 2018[8]

## Musique
La musique du film a été composée par Taku Iwasaki, et interprété par l'orchestre de Varsovie, à part deux morceaux de la bande-son composé et interprété par KOKIA. L'un de ces morceaux est la musique d'ouverture du film qui connaît du succès. Sur la page Spotify de l'artiste, le morceau Harmonie : sons with reflection a plus de 2000 000 de streams. Une version de l'album est sortie en France en 2006 dans un label spécialisé à la J-pop et la bande-son d'anime, Wasabi Records. 
|    | |              |  |      | Parole |
| 1  | La mémoire de la Forêt | Taku Iwasaki |  | 0:42 | |
| 2  | Harmonie : sons with reflection programming: Kei Haneoka piano: Takeshi Senoh vocals: KOKIA strings arranger: 羽岡佳 (Kei Haneoka) arrangement: 妹尾武 recording of: 調和 parole et composition: KOKIA | KOKIA        |  | 4:38 | Dans le calme, rien qu'une seule goutte d'eau est tombée, Formant une ondulation qui s'est élargie, au fond du puits.Ô vent froid d'hiver, qui fait trembler la forêt agitée de mon cœur, Si tu existes, reste comme tu es. Quiconque a entendu la paisible voix de cette forêt dans le brouhaha A versé une larme. 3 25 15 21 23 1 Mon cœur a retrouvé un instant de calme. Son martèlement ne s'arrête jamais, et fais silencieusement du bruit Dans cette forêt. Mon cœur a retrouvé un instant de calme. Son martèlement ne s'arrête jamais, et fais silencieusement du bruit Dans cette forêt. Mon cœur a retrouvé un instant de calme. Son martèlement ne s'arrête jamais, et fais silencieusement du bruit Dans cette forêt. |
| 3  | Agito et Cain | Taku Iwasaki |  | 2:50 | |
| 4  | Les Druides | Taku Iwasaki |  | 1:27 | |
| 5  | Toola | Taku Iwasaki |  | 0:59 | |
| 6  | Inondation | Taku Iwasaki |  | 1:53 | |
| 7  | La cité neutre | Taku Iwasaki |  | 3:05 | |
| 8  | Permis de séjour | Taku Iwasaki |  | 1:21 | |
| 9  | L'armée de Ragna | Taku Iwasaki |  | 2:20 | |
| 10 | Services rendus a la communauté | Taku Iwasaki |  | 1:19 | |
| 11 | Agito et Toola 1 | Taku Iwasaki |  | 1:47 | |
| 12 | Agashi | Taku Iwasaki |  | 1:35 | |
| 13 | L'homme venu du passé | Taku Iwasaki |  | 3:10 | |
| 14 | L'oiseau quitte son nid | Taku Iwasaki |  | 1:08 | |
| 15 | La cité de Tria | Taku Iwasaki |  | 3:13 | |
| 16 | Le chagrin de Minka | Taku Iwasaki |  | 1:03 | |
| 17 | Le sanctuaire de la Forêt | Taku Iwasaki |  | 1:47 | |
| 18 | L'Être Amélioré | Taku Iwasaki |  | 0:54 | |
| 19 | Agito et Toola 2 | Taku Iwasaki |  | 1:56 | |
| 20 | Une force hors de contrôle | Taku Iwasaki |  | 3:21 | |
| 21 | Les sentiments de Yolda | Taku Iwasaki |  | 1:05 | |
| 22 | Le jour où la Lune fut détruite | Taku Iwasaki |  | 1:24 | |
| 23 | Projet ecologique terrestre | Taku Iwasaki |  | 2:09 | |
| 24 | L'activation d'Istok | Taku Iwasaki |  | 3:00 | |
| 25 | Attaque générale | Taku Iwasaki |  | 3:23 | |
| 26 | Il faut arrêter Istok ! | Taku Iwasaki |  | 1:32 | |
| 27 | La grande eruption Agito et Toola 3 | Taku Iwasaki |  | 3:06 | |
| 28 | Pour notre futur | Taku Iwasaki |  | 2:45 | |
| 29 | Ce qui relie la Forêt et les hommes | Taku Iwasaki |  | 1:01 | |
| 30 | La mélodie de l'amour (Soundtrack version) | KOKIA        |  | 7:17 | |
| 31 | M-10a, m-10b | Taku Iwasaki |  | 3:09 | |
| 32 | M-21a | Taku Iwasaki |  | 0:56 | |
| 33 | M-21b | Taku Iwasaki |  | 1:32 | |
| 34 | M-23 | Taku Iwasaki |  | 2:51 | |

## Distribution et personnages
- Ryo Katsuji (VF : Vincent de Bouard) : Agito : le personnage principal, il tombe amoureux de Toula au premier regard et jure de l'aider.
- Aoi Miyazaki (VF : Isabelle Volpe) : Toula: une personne du passé, elle se réveille après avoir dormi des siècles et découvre ce monde qu'elle ne reconnait pas.
- Kenichi Endō (VF : Jacques Albaret) : Shunak : l'ennemi de l'histoire, qui à la fin se trouve apaisé et se transforme en arbre.
- Toshikazu Fukawa (VF : Olivier Angele) : Hajan : ami de Agito
- Masaru Hamaguchi (VF : Magid Bouali) : Caïn: ami de Agito. C'est après qu'Agito joue avec lui qu'il va réveiller Toula accidentellement.
- Omi Minami (VF : Françoise Escobar) : Minka
- Ren Ôsugi (VF : Jean-Bernard Guillard) : Agashi, le père d'Agito. Il se transforme en arbre, parce qu'il a utilisé trop de ses pouvoirs.
- Yuko Kotegawa (VF : Catherine Cerda) : Yolda
- Hideyuki Tanaka (VF : Olivier Angele) : Toolone cum Sakul
- Atsuko Yuya (VF : Agnès Manoury) : Commandant Jessica

## Distinctions
- Nomination au festival international du film d'animation d'Annecy en 2006[11].
- Invité au Festival international du film de Hong Kong.
- Invité au festival international du film d'animation de Taïwan.
- Film d'ouverture du Festival du film d'animation de Waterloo 2006 au Canada[4].

## Autour du film
Pour la majorité des comédiens, Origine représentait leur première expérience dans le doublage. Des jeunes acteurs comme Ryō Katsuji faisaient tout juste leurs débuts dans l’industrie, tandis qu’Aoi Miyazaki, Kenichi Endō et Ren Ōsugi, bien que déjà reconnus, étaient réputés pour leurs rôles au cinéma ou à la télévision, et non en tant que doubleurs. Ce film constituait donc une première pour tous dans ce domaine. Lors d'une conférence de presse le 9 juin 2005, le réalisateur Keiichi Sugiyama explique son choix de casting en déclarant : « J’ai voulu faire appel à des acteurs cette fois-ci, car je trouve que l’animation actuelle est devenue un peu trop codifiée. Il existe des stéréotypes dans la manière de crier ou d’exprimer les émotions. Je voulais y introduire quelque chose de plus inattendu. » Le producteur ajoute que travailler avec des comédiens habitués aux œuvres originales du cinéma permettait de mieux servir ce film, qui n’était pas adapté d’un manga. Par ailleurs, le fait que la société de production soit encore jeune justifiait aussi le choix de jeunes talents, en phase avec l’esprit du projet.
En parlant de son expérience de jouer Toula, Aoi Miyazaki confie que le doublage représente un défi très différent du jeu devant la caméra : « D’habitude, avec l’image, on peut s’appuyer sur les expressions faciales, mais avec l’animation, tout repose uniquement sur la voix. » Elle souligne également que, durant une grande partie du processus, les acteurs ne disposent pas encore de l’animation finale, mais seulement de croquis en cours de réalisation. Elle ajoute : « Au début, les images n’étaient même pas colorées et je ne comprenais pas bien les expressions faciales. Mais à la deuxième ou troisième séance, les dessins étaient plus aboutis, et j’ai enfin compris comment Toula devait dire ses répliques.»
Répondant à une question au sujet de la thématique écologique du film, le directeur Sugiyama répond: « Plutôt que pro-'écologie', ce film est plutôt une histoire 'anti-écologique'. Je pense que l' 'écologie' est quelque chose qui dit que les humains doivent protéger les forêts, ou que les humains sont supérieurs. Ce n'est pas le cas dans ce film. La nature est grande, et les humains doivent protéger les forêts, mais ici, la nature est bien plus grande et plus puissante. Il s'agit plutôt pour les humains de trouver leur place dans cette grande nature et de vivre leur vie. Je ne veux pas donner de message du type 'Protégeons la nature'. »

## Analyse
Le film évite une opposition simpliste entre nature et civilisation. Si la Forêt apparaît d'abord hostile envers les humains, et que l’ultra-industrialisation de Ragna est clairement critiquée — ses habitants vivent dans une ville polluée, masques à gaz sur le visage —, aucun camp n’est montré comme entièrement bon ou mauvais. La nature est aussi impitoyable que certains humains sont capables d’agir avec conscience et compassion, même dans un système militarisé. Sur le thème de l'écologie, le film ressemble au film Nausicaa de Hayao Miyazaki, surtout sur son aspect de la nature animé et vivante, et qui est surtout dangereuse. Mais au contraire des œuvres de Miyazaki, la fin de Origine est positive: les humains vivent en harmonie avce la nature.
On trouve dans le film des personnages appelés « druides », représentants de la Forêt. Dépourvus d'identité propre, ces druides servent deux entités féminines semblables à des nymphes ou dryades, appelées « les Jumelles », qui parlent au nom de la Forêt. Bien que le terme « druide » puisse sembler inapproprié ou fondé sur des idées erronées, il ne pose pas de problème majeur, car le film ne prétend pas s’inspirer des spiritualités celtiques anciennes ou modernes. Ces 'druides' symbolisent donc des gardiens de la nature, plutôt dans un sens shintoiste.

## Animation
L’animation mêle la technologie traditionnelle en 2D à l’animation 3D en images de synthèse, afin de rendre le film "plus dynamique et attrayant". "Le film combine parfaitement les techniques d’animation traditionnelles avec les dernières technologies numériques en images de synthèse, donnant vie à un univers spectaculaire et à des scènes d’action saisissantes, possibles uniquement grâce à l’animation.", tel est la description du produit du DVD du Bluray japonais. Le studio d'animation GONZO était connu pour expérimenter avec plusieurs techniques d'animation. Dans un interview avec le staff du film avant sa parution, l'intervieweur a posé une question sur le taux de CGI dans l'animation. Le directeur Sugiyama a répondu: « Il est impossible de dire quel est le pourcentage de 3D, car même en 2D, des effets et d'autres procédés y sont appliqués. En ce sens, il s'agit entièrement d'images de synthèse. »
Le film a même été nommé au festival international d'animation d'Annecy pour son animation.

## Réception
Bien que ce film d'animation est le premier long-métrage produit pour le cinéma par le studio japonais GONZO et qu'il réunit un casting technique prestigieux de l'industrie japonaise de l'animation, il a été un échec commercial. En raison de son contenu complexe et du manque de notoriété du studio à l’époque, il n’a bénéficié ni d’une grande campagne de promotion ni d’un engouement médiatique, ce qui a conduit à un échec commercial. Malgré tout, les coûts de production étant relativement faibles, le film n’a pas engendré de pertes importantes.
C'est le premier film japonais distribué en Chine. Mais en Chine, le film a été présenté comme une coproduction sino-japonaise, avec des entreprises chinoises telles que China Film Group Corporation et China Animation Industry Co., Ltd. créditées comme producteurs. Cependant, dans la version japonaise, ces sociétés n’apparaissent que comme partenaires de production, et non comme producteurs à part entière. Cela suggère une tentative de faire passer une œuvre étrangère pour une production nationale. Cette controverse pourrait expliquer pourquoi le film, initialement prévu pour une sortie en salles en Chine en 2006, n’y a finalement jamais été diffusé, bien qu’il soit sorti en DVD.
Le film a également été distribué au États-Unis. Sur MyAnimeList, il a été évalué par le public de 7,04/10. Anime News Networks félicite le film pour son animation et la bande-son, mais ajoute que bien que "La qualité des images justifie à elle seule que l'on jette un coup d'œil à Origine, mais le calibre de l'écriture n'est pas de nature à inspirer des visionnages répétés."
Sur SensCritique le film a une note de 6,3/10. Les critiques de presse sont mitigé, mais plus négative que positive. Emmanuel Denis dans L'écran Fantastique dit que c'est "un dessin animé de science-fiction très rondement mené, panachant un spectacle d'action et une fable écologique passionnante." La critique du Parisien n'est pas aussi positive: "Mais pour égaler le maître [Miyazaki], il aurrait fallu de la chaleur humaine, de la fantaisie et de la tendresse. Faute de quoi, "Origine" ne reste qu'une compilation de beaux dessins."

## Produits
- Un fanbook officel du film avec des illustrations de Takeshi Ogata. Il a été vendu 2000 yen[23].
- Un CD de la musique du film avec la musique de Taku Iwasaki, une performance de Warsaw Philharmonic Orchestra[24]. Musique de KOKIA.

Dans le DVD, sortit le 23 juin 2006, au prix de prix de 9 240 yens, se trouvait le disque principal du film avec un disque bonus. Ce dernier se comporte:
- Un dossier spécial, une bande-annonce, et un making of d'Agito, qui suit toute la production d'Agito.
- Livré dans une boîte dessinée par Ogata Tsuyoshi
- Un livret de 32 pages
- Comprend 3 cartes artistiques en édition limitée

Il y a eu depuis plusieurs réedition du DVD, à chaque fois adapté à la langue étrangère. Le film a été doublé en français, anglais, allemand, espanol, italien et sous-titré en chinois, portugais, polonais et russe.